# Andrei Ciumac
Andrei Ciumac (n. 10 septembrie 1985) este un jucător profesionist de tenis din Republica Moldova. El este membru permanent al echipei Moldovei la Cupa Davis.